# Hòa Trung
Hòa Trung là một xã thuộc huyện Di Linh, tỉnh Lâm Đồng, Việt Nam.

## Địa lý
Xã Hòa Trung có diện tích 19,78 km², dân số năm 2022 là 3.739 người, mật độ dân số đạt 189 người/km².

## Lịch sử
Ngày 6 tháng 3 năm 1984, Hội đồng Bộ trưởng ban hành Quyết định số 38-HĐBT về việc thành lập xã Hòa Trung trên cơ sở các thôn: I, II, III, IV, V của xã Đinh Trang Hòa.
Ngày 21 tháng 1 năm 2020, HĐND tỉnh Lâm Đồng ban hành Nghị quyết số 166/NQ-HĐND về việc:
- Sáp nhập Thôn 3 vào Thôn 1.
- Sáp nhập Thôn 9 vào Thôn 2.
- Thành lập Thôn 3 trên cơ sở Thôn 6, Thôn 7 và Thôn 8.